# Eric Alexander

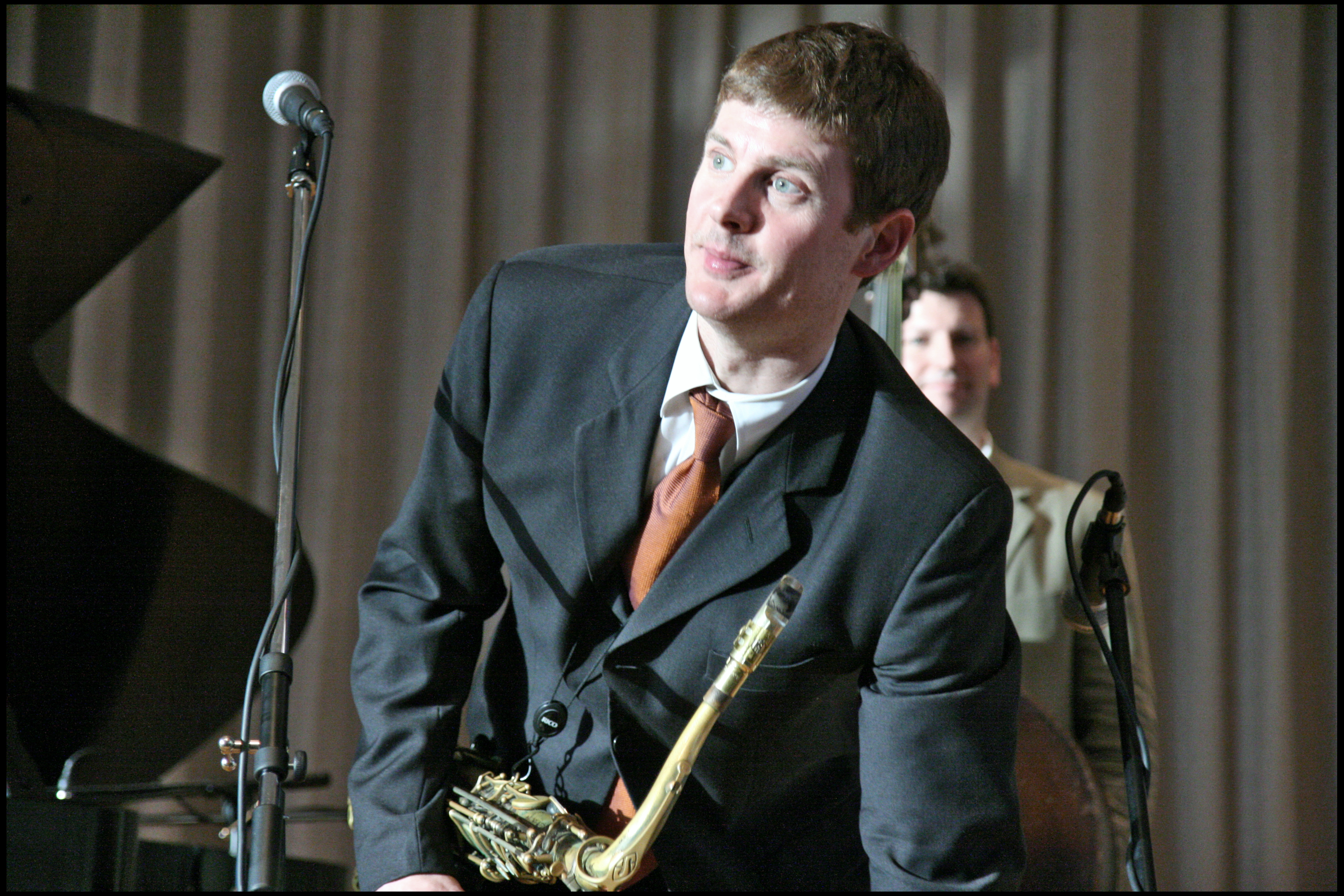
Eric Alexander

Eric Wells Alexander (* 4. August 1968 in Galesburg, Illinois) ist ein US-amerikanischer Jazz-Saxophonist (Tenor) des Bop.

## Leben
Alexander begann mit Klavier, Klarinette und (mit zwölf Jahren) Altsaxophon, wechselte bei seinem Studium 1986/87 an der University of Indiana aber zum Tenorsaxophon und – nach klassischer Ausbildung – zum Jazz. Seine Studien setzte er am William Paterson College in New Jersey bei Joe Lovano, Rufus Reid und beim Pianisten Harold Mabern fort. 1991 wurde er Zweiter im Thelonious-Monk-Saxophon-Wettbewerb (hinter Joshua Redman) und machte im selben Jahr seine ersten Aufnahmen mit Charles Earland bei Muse Records (Unforgettable). Sein erstes Album als Leader (Straight up) erschien 1992 auf Delmark Records. 1998 nahm er mit George Mraz, John Hicks und Idris Muhammad Man with a Horn (Milestone) auf und mit seinem eigenen Sextett One for All (Jim Rotondi Trompete, Steve Davis Posaune, Joe Farnsworth Schlagzeug, Peter Washington Bass, David Hazeltine Klavier) das erste einer Reihe von Alben (Optimism). Daneben spielt er im Eric Alexander Quartet mit Mabern, Farnsworth und wechselnden Bassisten (John Webber, Peter Washington, Nat Reeves). 2004 unterzeichnete er einen Exklusivvertrag bei HighNote Records (z. B. Nightlife in Tokio 2003, It’s All In the Game 2006).
Alexander lebt in New York. Mit Stewy von Wattenwyl leitet er das Generations Quartet mit Reggie Johnson und Kevin Chesham.
2003 war er „Musician of the Year“ der Jazz Week. Zu seinen Einflüssen zählt er neben der klassischen Bop-Tradition insbesondere George Coleman („because of his very hip harmonic approach“) und John Coltrane (in den „kleinen Kernen melodischer Information“, die er in dessen Soli der 1960er Jahre findet).

## Diskographische Hinweise
- Norman Simmons: The Art of Norman Simmons (2000)
- Freddy Cole: This Love of Mine (HighNote, 2005)
- New York All-Stars: Live Encounter (2019), mit Seamus Blake, Mike LeDonne, Eric Söderland, Aldo Zunino, Bernd Reiter
- The Heavy Hitters (Cellar 2023), mit Mike LeDonne, Jeremy Pelt, Vincent Herring, Peter Washington, Kenny Washington
- Timing Is Everything (2024)
- Eric Alexander & Vincent Herring: Split Decision (2025), mit Mike LeDonne, John Webber, Lewis Nash